# Alois Hötzendorfer
Alois Hötzendorfer (* 22. April 1918 in Wandschaml, Gemeinde Rohrbach-Berg; † 3. Juli 1995 in Rohrbach in Oberösterreich) war ein österreichischer Politiker (ÖVP) und Landwirt. Er war von 1962 bis 1979 Mitglied des Bundesrates und von 1955 bis 1979 Bürgermeister der Gemeinde Berg bei Rohrbach. 

## Leben
Hötzendorfer besuchte zunächst die Volksschule in Rohrbach und absolvierte in der Bezirkshauptstadt auch die Hauptschule. Er legte zudem zahlreiche landwirtschaftliche Kurse ab und war in der Folge beruflich als Landwirt tätig. Politisch war er ab 1948 als Gemeinderat in seiner Heimatgemeinde Berg als Gemeinderat aktiv, wobei er von 1949 bis 1955 als Vizebürgermeister von Berg bei Rohrbach fungierte. Er wurde im Jahr 1955 zum Bürgermeister von Berg gewählt und lenkte in der Folge die Geschicke seiner Heimatgemeinde bis 1979 als Bürgermeister. Ab dem 10. Dezember 1962 vertrat er die Österreichische Volkspartei Oberösterreich im Bundesrat, dem er in der Folge bis zum 24. Oktober 1979 angehörte. Neben seiner Mitgliedschaft in der Österreichischen Volkspartei gehörte er auch dem Oberösterreichischen Bauernbund an, dessen Ortsparteiobmann und Landesobmann er ab dem Jahr 1947 war. Er wurde im Jahr 1954 zudem zum Hauptbezirksparteiobmann der ÖVP Rohrbach in Oberösterreich gewählt und übernahm 1961 die Funktion des Bezirksobmanns der Bauernkammer Rohrbach in Oberösterreich. Zudem war Hötzendorfer ab 1969 Obmann der Molkereigenossenschaft  Rohrbach in Oberösterreich. Hötzendorfer wirkte ferner auch als Kurator der Landeshypothekenanstalt Linz.

## Privates
Hötzendorfer wurde als Sohn von Johann Hötzendorfer geboren, wobei sein Vater von 1908 bis 1938 Bürgermeister von Berg bei Rohrbach war. Alois Hötzendorfer heiratete 1954 Rosa Fellhofer und wurde Vater von vier Kindern. 

## Auszeichnungen
- Großes Ehrenzeichen für Verdienste um die Republik Österreich
- Ernennung zum Ökonomierat (1971)